# Осада Альмерии (1309)
Осада Альмерии (исп. Sitio de Almería (1309)) — неудачная попытка Арагона захватить город Альмерия у Гранадского эмирата в 1309 году. 
Альмерия, средиземноморский порт на юго-востоке эмирата, была первоначальной целью арагонцев в совместной арагонско-кастильской кампании, направленной на завоевание Гранады. Арагонские войска во главе с их королем Хайме II прибыли 11 августа, блокировав город и применив осадные машины. Город во главе с губернатором Абу Майданом Шуайбом и командующим флотом Абу аль-Хасаном ар-Рандахи подготовился к осаде, укрепив оборону и накопив запасы продовольствия. На протяжении осады обе стороны обменивались выстрелами из осадных машин и вели полевые бои и стычки с разным результатом. Джеймс приказал совершить несколько неудачных нападений. Гранадская колонна помощи под командованием Усмана ибн Аби аль-Улы прибыла поблизости в сентябре и беспокоила осаждающих.
Приближение зимы и нехватка припасов в лагере осаждающих заставили Хайме II согласиться на перемирие в конце декабря. Осада была снята, и арагонцы начали отход с гранадских территорий. Поскольку у Хайме II не было достаточно кораблей, чтобы сразу перевезти его войска, некоторые люди остались позади. Некоторые из них грабили территории Гранады, а некоторые попали в засаду, пытаясь вернуться домой без разрешения, что привело к их временному захвату. Осада рассматривалась как решающая победа Гранады и положила конец арагонскому военному вмешательству в эмират до конца правления Хайме II. Султан Гранады Наср заключил мир с Арагоном и Кастилией в 1310 году.

## Исторический фон

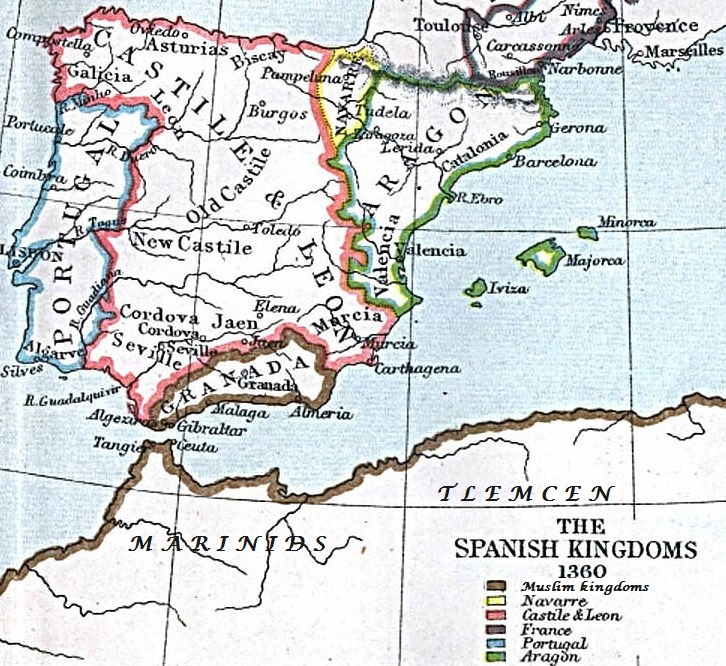
Пиренейский полуостров и запад Северной Африки в 1360 году (примерно через 50 лет после осады). Границы могли немного измениться, но основное расположение Кастилии, Арагона, Гранады и Маринидов осталось прежним.

С середины тринадцатого века Гранадский эмират был последним оставшимся мусульманским государством на Пиренейском полуострове. Благодаря сочетанию дипломатических и военных манёвров ему удалось сохранить свою независимость, несмотря на то, что он был окружен двумя более крупными соседями: Короной Кастилии на севере и мусульманским государством Маринидов, базирующимся в Марокко. С момента своего основания в 1230-х годах Гранада периодически вступала в союз или вступала в войну с любой из этих держав или поощряла их сражаться друг с другом, чтобы избежать господства ни одной из них . После смерти Мухаммеда II (1273—1302) и вступления на трон Мухаммада III (1302—1309), Гранада была в союзе с соседним христианским королевством Арагон и находилась в состоянии войны с Кастилией. Мухаммад III в конце концов заключил мир с Кастилией в 1303 году по Кордовскому договору и стал вассалом Фердинанда IV Кастильского (1295—1312). Арагон заключил мир с Кастилией в Торельясском договоре 1304 года, который также включал мир с Гранадой как вассалом Кастилии. Обеспечив мир с двумя крупнейшими державами Пиренейского полуострова, Гранадский эмират обратил внимание на Северную Африку. Воспользовавшись войной между Маринидами и королевством Тлемсен, Мухаммед III спровоцировал восстание в Сеуте — портовом городе прямо через Гибралтарский пролив — против Маринидов в 1304 году, а в 1306 году он послал флот, чтобы захватить город у повстанцев.
Владея Сеутой, Гранада контролировала обе стороны пролива — она удерживала порты Гибралтар и Альхесирас на европейской стороне пролива, а также Малага и Альмерия дальше на восток. Это событие оттолкнуло Арагон, Кастилию и Маринидов, которые все начали строить планы против Гранады. Кастилия и Арагон подписали Алькала-де-Энаресский договор 19 декабря 1308 года, пообещав помочь друг другу добиться полного завоевания Гранады и разделить её территории между собой. Арагону была обещана шестая часть гранадских территорий, включая портовый город Альмерия, а остальные достались Кастилии. Кроме того, обе христианские державы также заключили союз с Абу ар-Раби Сулейманом, который стал султаном Маринидов в июле 1308 года и хотел вернуть себе Сеуту. Результатом стал трехсторонний союз Кастилии, Арагона и Маринидов против Гранады, которая теперь была изолирована и окружена тремя более крупными врагами. Пока шла подготовка к войне, народ и знать Гранады, возмущенные дипломатической изоляцией, штурмовали дворцы Мухаммеда III и его визиря Ибн аль-Хакима аль-Рунди и свергли эмира с престола в пользу его младшего брата Насра 14 марта 1309 года.

## Подготовка

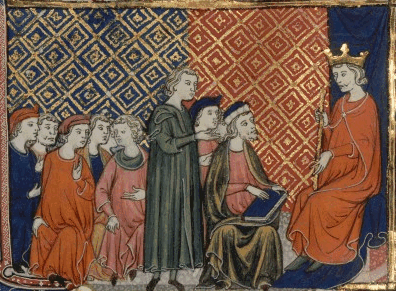
Король Хайме II Арагонский (справа) на миниатюре начала 14 века.

Военно-морская подготовка Арагона была замечена Гранадой, и в конце февраля 1309 года гранадский эмир Мухаммед III запросил у короля Арагона Хайме II (1291—1327) о цели операции. Хайме II ответил 17 марта, заверив Гранаду, что это было сделано для его завоевания Сардинии. По мере роста напряженности и вассалов Кастилии начали нападать на границы Гранады, губернатор Альмерии Абу Майдан Шуайб арестовал каталонских купцов, базирующихся в его городе, и конфисковал их товары, в то время как гранадский флот готовился к войне. Хайме II и его союзник Фердинанд IV спросили папу римского Климента V — не говоря уже об их сотрудничестве с Маринидами — предоставить быка для крестового похода и финансовую поддержку церкви. Папа пожаловал Хайме II две трети децимы — десятую часть церковных доходов, которые могут быть собраны монархом с разрешения папы — на предстоящий крестовый поход против Гранады, и объявил индульгенции для тех, кто участвует в войне.
Чтобы вести войну против Гранады, Хайме II собрал армию с запланированной численностью 12 000 человек, включая 1 000 рыцарей и 2 000 лучников. Он также собрал средства и укрепил оборону королевства Валенсия, своего королевства, наиболее близкого к Гранаде. Его целью была Альмерия, на юго-восточном побережье эмирата Гранада и примерно в 90 милях (140 км) от столицы. Хайме принес с собой реликвию Индалетия, святого из древнего Урчи, на руинах которого, как считалось, стоит Альмерия. У Арагона не было непосредственной границы с эмиратом, поэтому часть сил была переброшена по морю, а другим пришлось идти по суше через кастильские территории, а затем от границ Кастилии и Гранады в Альмерию через враждебные территории.
Город Альмерия подготовился к осаде, накопив запасы еды, выдав рацион и укрепив оборону города. Мусульманский отчет подчеркнул важность запасов продовольствия, говоря, что «одним из признаков защиты Аллахом жителей города было то, что в начале осады на складах было большое количество ячменя». Губернатор города Абу Майдан Шуайб и командующий флотом Абу аль-Хасан ар-Рандахи организовали улучшение обороны города. Они укрепили стены, закрыли различные бреши и разрушили внешние постройки, которые могли быть использованы нападавшими.

## Осада

Гранадский эмират, включая Альмерию на юго-восточном побережье.

Арагонский король Хайме II и его войска отплыли из Валенсии 18 июля 1309 года и 11 августа высадились на побережье Альмерии. Мусульманский отчет подчеркивал богатую и красочную одежду войск, а также военные инструменты, на которых играли их музыканты . Его силы включали осадные орудия, такие как мангонели и требушеты. Такая демонстрация вначале деморализовала защитников, но со временем и в связи с различными инцидентами они стали более оптимистичными.
Осаждающие рассредоточили свои войска, чтобы блокировать город с суши и моря, и установили частоколы и рвы . Защитники укомплектовали стены лучниками и пехотинцами и заперли все ворота каменной кладкой, за исключением некоторых, которые должны были использоваться для вылазок. Прибытие в конце лета было серьёзным недостатком для захватчиков . Это означало, что осталось немного времени, прежде чем погода станет прохладнее, и если осада продлится до зимы, это было бы преимуществом для защитников, которым не нужно было находиться в поле.
Помимо Альмерии на востоке, Гранадскому эмирату приходилось защищаться с нескольких фронтов. В Северной Африке Мариниды напали на Сеуту 12 мая 1308 года и взяли её 21 июля, в то время как на западном фланге Гранады Кастилия осадила Альхесирас (31 июля 1309 — январь 1310), а также Гибралтар (август — сентябрь 1309). Тем не менее, Наср послал в Альмерию силы помощи, которые потерпели поражение от арагонцев в открытом бою 23 августа. В христианском отчете упоминается, что мусульмане потеряли 6000 человек, но современный историк Джозеф Ф. О’Каллаган считает, что эта цифра преувеличена . Услышав эту новость, папа Климент V поздравил Хайме с победой. Побежденные силы помощи остались поблизости и продолжали преследовать осаждающих.
В конце августа или начале сентября защитники города отразили нападение арагонских войск. Атакующие использовали лестницы и осадные башни, которые были загружены войсками и перемещались на колесах. Защитники сопротивлялись, обливая нападавших кипящим маслом и другими легковоспламеняющимися веществами. В результате одна из осадных башен была сожжена, и штурм был прерван. Во время отступления многие нападавшие были оставлены и взяты в плен мусульманами. После этой неудачи арагонцы продолжали забрасывать город камнями весом до тридцати фунтов. Нападавшие также привлекли саперов для рытья тоннелей с целью подрыва фундамента стен, но защитники наняли контрсаперов, обнаруживших тоннели. Завязался подземный бой, в результате которого туннели нападавших были разрушены.
В середине или конце сентября Гранада заключила мир с Маринидами в обмен на сдачу западных городов Альхесирас (осажденных Кастилией) и Ронда. Это означало не только то, что у Гранады стало на одного врага меньше, но и то, что Мариниды также взяли на себя ответственность за защиту Альхесираса, освободив эмира Насра ибн Мухаммада для укрепления своего восточного фланга. 17 сентября контингент «Добровольцев Веры», посланный из Гранады под командованием Усмана ибн Аби аль-Ула, прибыл в Марчену недалеко от Альмерии и нанес поражение небольшим арагонским силам. Этот вспомогательный контингент расположился лагерем поблизости и постоянно раздражал осаждающих, беспокоя их добывающие отряды. 15 октября арагонцы сообщили о победе над мусульманской армией численностью 60 000 человек, убив 2 000 человек и взяв других в плен, что О’Каллаган считает «несомненно [..] преувеличением». Хайме отправил предупреждения о мусульманских контратаках в свои города Мурсию и Лорку.
Пока осада продолжалась, захватчики пытались использовать хитрость, чтобы обмануть защитников. Группа солдат-христиан выскользнула в темноте, а затем приблизилась к городу, одетая в бурнусы, чтобы заставить защитников думать, что они мусульмане. Затем другая группа христианских рыцарей притворилась, что бросила их в погоню и оставила их палатки без охраны . Палатки были сделаны так, чтобы выглядеть как заманчивая цель для грабежа, в то время как на самом деле они были установлены для засады. Затем группа всадников вышла из города, чтобы разграбить палатки, но христиане вышли из своих укрытий слишком рано, позволив всадникам бежать. Большинству из них удалось вернуться в город через боковой вход, который был подготовлен к открытию накануне, но некоторые остались. Затем они должны были остаться у подножия стен, защищенных прикрытием огня из города. Когда бой стих, они снова вошли в город.
В ходе осады преобладала перестрелка осадных машин . По словам Ибн аль-Кади, во время осады было брошено 22 000 камней. У нападавших было одиннадцать катапульт или других подобных двигателей. Первоначально у мусульман был только один, но когда он был уничтожен вражеским огнем, они построили ещё три. В конце декабря секция стен была проломлена, и христиане бросились нападать на неё, но мусульманские силы защитили секцию и не позволили им войти в город.

## Перемирие и отступление арагонцев
В конце года перспектива арагонской победы исчезла. Приближалась зима, и их войска в полевых условиях подверглись опасности . Одновременная осада Альхесираса Кастилией ослабевала, что позволило Гранаде развернуть больше сил против Арагона . Вдобавок ветры дули с запада и мешали осаждающим получать припасы, прибывавшие морем из Арагона. Гранадский командующий Усман ибн Аби аль-Ула не только успешно преследовал нападавших, но и служил дипломатом на переговорах с Хайме II. В конце декабря в арагонском лагере состоялись переговоры, и обе стороны согласились на перемирие. По условиям перемирия арагонцы должны были снять осаду и уйти с гранадских территорий. Из-за материально-технических трудностей, таких как нехватка судов для доставки войск домой, эвакуация происходила постепенно, и некоторые мужчины остались под защитой мусульман. Некоторые из деморализованных арагонцев пытались вернуться домой без разрешения и по пути подвергались засадам и нападениям, многие из которых были захвачены мусульманами. В какой-то момент во время эвакуации Наср написал Хайме, что защитникам города пришлось задержать оставшиеся арагонские войска, потому что они грабили территории Гранады. Наср далее отметил, что мусульмане предоставили им жилье и еду за свой счет, «потому что некоторые из них голодали», ожидая, пока их заберут арагонские корабли. Слух о новом нападении Хайме II ходил по городу, но так и не материализовался. Жители Альмерии в качестве меры предосторожности убрали остатки осадных сооружений за городскими стенами. Арагонские заключенные были позже освобождены по мирному урегулированию.

## Последствие
Поражение арагонцев в Альмерии, а также одновременная защита Альхесираса от Кастилии были крупными успехами Гранады. Кастилия и Арагон заключили мир с Гранадой к началу 1310 года. По словам британского историка Леонарда Патрика Харви, особенно унизительное поражение и эвакуация арагонцев «преподали [арагонцам] урок» и задержали ход реконкисты на десятилетия. Испанский историк Хосе Рамон Инохоса Монтальво писал, что «материальный и моральный провал предприятия в Гранаде» заставил Хайме II впоследствии перенаправить свое внимание на центральное Средиземноморье, подальше от Гранады. Для Гранады успехи в Альмерии и Альхесирасе были омрачены захватом Гибралтара Кастилией, а также уступкой Альхесираса и Ронды Маринидам. Сам Наср ибн Мухаммад стал непопулярен и столкнулся с восстанием своего зятя Абу Саида Фараджа и племянника Исмаила в 1311 году, что привело к его свержению и воцарению Исмаила в 1314 году.